# Ferreolo
Ferreolo  è un nome proprio di persona italiano maschile.

## Varianti
- Femminili: Ferreola[2]

### Varianti in altre lingue
- Catalano: Ferriol[3]
- Francese: Ferréol[4]
  - Femminili: Ferréole[4]
- Galiziano: Ferreol[3]
- Latino: Ferreolus[1][3]
- Polacco: Fereol
- Spagnolo: Ferreolo[3]

## Origine e diffusione
Nome di scarsissima diffusione in Italia, ricordato prevalentemente per via di san Ferreolo di Besançon. Etimologicamente, continua il latino Ferreolus che, analogamente a Ferruccio, è un diminutivo di "ferro", anche se alcune fonti lo riconducono a ferreola, nome di un tipo di vigna.

## Onomastico
L'onomastico si può festeggiare in memoria di diversi santi, alle date seguenti:
- 4 gennaio, san Ferreolo, vescovo di Uzès[4][5][6]
- 12 gennaio, san Ferreolo, vescovo di Grenoble e martire[5][6]
- 16 giugno, san Ferreolo, martire insieme al fratello san Ferruccio a Besançon[3][4][5][6]
- 18 settembre, san Ferreolo, vescovo di Limoges[5][6]
- 18 settembre, san Ferreolo, tribuno romano, martire a Vienne sotto Diocleziano[4][5][6]

## Persone

### Variante Ferréol
- Ferréol Cannard, biatleta francese